# Pierre d'André
Pierre d'André, né à Clairmont et mort à Cambrai le 13 septembre 1368 est un prélat français du XIVe siècle. 
André est garde des sceaux de France et évêque du Noyon en 1339. Il est transféré à Clermont en 1342 et à Cambrai en 1350, où il a comme vicaire général Guillaume de Grimoard, le futur pape Urbain V. À Cambrai on lui attribue la construction de l'horloge du palais et l'établissement de la fête de Saint Martial. En 1344, Clément VI lui accorde une bulle d'indulgence pour ceux qui contribuent à l'achèvement de la cathédrale de Clermont. En 1347, il y a un arrêt contre lui parce qu'il avait établi un marché à Clermont sans l'autorité du roi et il est condamné à une amende.